# 武藤弘樹
武藤 弘樹（むとう ひろき、1997年6月26日 - ）は、愛知県あま市出身の男性アーチェリー選手。東京オリンピック銅メダリスト。トヨタ自動車所属。

## 経歴
東海中学校でアーチェリーを始めた。2014年、南京ユースオリンピックで6位。2015年、世界ユース選手権ジュニア男子団体銅メダルを獲得。大学は慶應義塾大学環境情報学部に進学。
2018年アジア競技大会（ジャカルタ）及び2019年アーチェリー世界選手権で日本代表。
2020年、トヨタ自動車株式会社入社。
2020年東京オリンピックアーチェリー男子団体に河田悠希、古川高晴とともに出場し、3位決定戦でオランダに勝ち、男子団体で日本初の表彰台となる銅メダルを獲得した。男子個人では1回戦でイスラエルの選手に3-7で敗れた。
2022年、KLスポーツ（KLサービス株式会社）とスポンサー契約を締結。